# 1re armée (Roumanie)
Pour les articles homonymes, voir 1re armée.
La 1re armée (Armata a 1-a Română) est une armée de campagne des forces terrestres roumaines opérationnelle de 1916 à 2000.